# Игуманија Анастасија (Симеоновић)
Анастасија (световно Милева Симеоновић; Церемошња код Кучева, 2. август 1943) монахиња је Српске православне цркве и схи-игуманија Манастира Миљково.

## Биографија
Схи-игуманија Анастасија (Симеоновић) рођена је 2. августа 1943. године у селу Церемошња код Кучева, од побожних родитеља земљорадника. Приликом крштења је добила име Милева.
Након завршене основне школе 1954. године ступа у Манастир Витовницу код Петровца на Млави, код тадашњега игумана архимандрита Хризостома (Пајића), и ту остала до 1963. године. Потом је прешла у Манастир Манасију код Деспотовца, 1964. године као искушеница код игуманије Параскеве (Јовановић). Замонашена је у расу 13. јуна 1964. године од епископа браничевскога господина Хризостома (Војиновића), добивши монашко име Анастасија, а постриг у малу примила је 2. октобра 1983. године у Манасији, од епископа браничевскога господина Саве (Андрића).
Пошто се разболела схи-игуманија Параскева (Јовановић), монахиња Анастасија 5. јула 1995. године постављена је за старешину Манастира Манасије и ту остала на дужности до 22. децембра 2000. године. По потреби службе а по благослову надлежниог епископа одлази у Епархија аустралијско-новозеландску, 2001. године у скит Рождества Пресвете Богородице код Аделејда (Аустралија).
Након повратка у Епархију браничевску, 2009. године заједно са јеромонахом Нектаријем (Николићем), служи у Манастиру Миљково код Гложана. Након упокојења игуманије Ангелине (Радисављевић), 4. фебруара 2017. године постављена је за игуманију Манастира Миљково. Замонашена је у велику схиму 13. августа 2022. године у Миљкову, од стране архимандрита Доситеја (Миљкова), игумана Манастира Гргетега.